# Dietmar Mathias
Dietmar Mathias (* 16. November 1940 in Gassen) ist ein deutscher evangelischer Theologe und Alttestamentler.

## Leben
Nach dem Abitur 1959 in Cottbus studierte Dietmar Mathias von 1959 bis 1962 in Dresden Physik und von 1962 bis 1966 Theologie in Leipzig. 1966 legte er das Theologische Staatsexamen (Erstes Theologisches Examen) ab und absolvierte anschließend ein einjähriges Forschungsstudium in Leipzig. Seit 1968 war er dort als befristeter, seit 1972 als unbefristeter Assistent, seit 1978 als unbefristeter Oberassistent im Fach Altes Testament beschäftigt und mit alttestamentlichen Lehrveranstaltungen, von 1971 bis 1984 auch mit dem Hebräischunterricht beauftragt. 1978 wurde er mit der Arbeit „Die Geschichte der Chronikforschung im 19. Jahrhundert unter besonderer Berücksichtigung der exegetischen Behandlung der Prophetennachrichten des chronistischen Geschichtswerkes“ promoviert.
Von 1979 bis 1980 absolvierte er neben seiner Tätigkeit an der Theologischen Fakultät das Vikariat in der Evangelisch-Lutherischen Landeskirche Sachsens und legte im November 1980 das Zweite Theologische Examen in Dresden ab. 1981 wurde er ordiniert. Von 1980 bis 1983 war er Leiter der Studienabteilung der Sektion Theologie. 1985 erwarb er die Facultas Docendi und hielt seit dem Frühjahrssemester 1987 alttestamentliche Hauptvorlesungen. 1987 nahm er am Lehrkurs des Deutschen Evangelischen Instituts für Altertumskunde des Heiligen Landes teil. 1989 wurde er mit der B-Promotion „Die Geschichtstheologie der Geschichtssummarien in den Psalmen“ zum Dr. sc. theol. promoviert. Der Titel wurde 1991 in den des Dr. theol. habil. überführt. 1990 wurde er wissenschaftlicher Mitarbeiter, 1993 außerplanmäßiger Professor. Von 1994 bis 1996 war er Prodekan der Theologischen Fakultät. 2005 wurde er emeritiert.

## Publikationen
- Die Geschichte der Chronikforschung im 19. Jahrhundert unter besonderer Berücksichtigung der exegetischen Behandlung der Prophetennachrichten des chronistischen Geschichtswerkes. Ein problemgeschichtlicher und methodenkritischer Versuch auf der Basis ausgewählter Texte. Leipzig, Karl-Marx-Universität, Sektion Theologie, Diss. zur Promotion A, 1977/78
- Die Geschichtstheologie der Geschichtssummarien in den Psalmen.- Frankfurt am Main, Berlin, Bern, New York, Paris, Wien: Peter Lang, 1993 (Beiträge zur Erforschung des Alten Testaments und des antiken Judentums; 35)
- zusammen mit Wolfgang Ratzmann, Was bleibt und besteht. Zwei Predigten.- Berlin: Evangelische Verlagsanstalt, 1983 (Gottes Wort für dich; Heft 91)

## Herausgeberschaften
- Siegfried Wagner: Ausgewählte Aufsätze zum Alten Testament / Hrsg. von Dietmar Mathias.- Berlin, New York: Walter de Gruyter, 1996 (Beihefte zur Zeitschrift für die alttestamentliche Wissenschaft; 240)